# Prima osservazione di onde gravitazionali

Misura delle onde gravitazionali ottenute da LIGO.

La prima osservazione di onde gravitazionali è avvenuta il 14 settembre 2015 e è stata annunciata dai progetti LIGO e Virgo il giorno 11 febbraio 2016. Il segnale ricevuto è stato chiamato GW150914, da Gravitational Wave e dalla data di osservazione, il 14 settembre 2015. Precedentemente le onde gravitazionali erano state dedotte solo indirettamente attraverso i loro effetti sulla frequenza delle pulsar nei sistemi binari di stelle.
La forma d'onda, rilevata da entrambi gli osservatori LIGO, rispecchia esattamente le predizioni della relatività generale per un'onda gravitazionale prodotta da una traiettoria a spirale e dalla fusione di due buchi neri di massa pari a 36 e 29 masse solari, e al conseguente "ringdown" del singolo buco nero risultante.
È stata anche la prima osservazione della fusione di un sistema binario di buchi neri, dimostrando così l'esistenza di sistemi di buchi neri di massa stellare e che tali fusioni possono verificarsi entro l'attuale età dell'universo.